# Aulotandra trialata
Aulotandra trialata är en enhjärtbladig växtart som beskrevs av Joseph Marie Henry Alfred Perrier de la Bâthie. Aulotandra trialata ingår i släktet Aulotandra och familjen Zingiberaceae. Inga underarter finns listade i Catalogue of Life.